# Monica Ellis

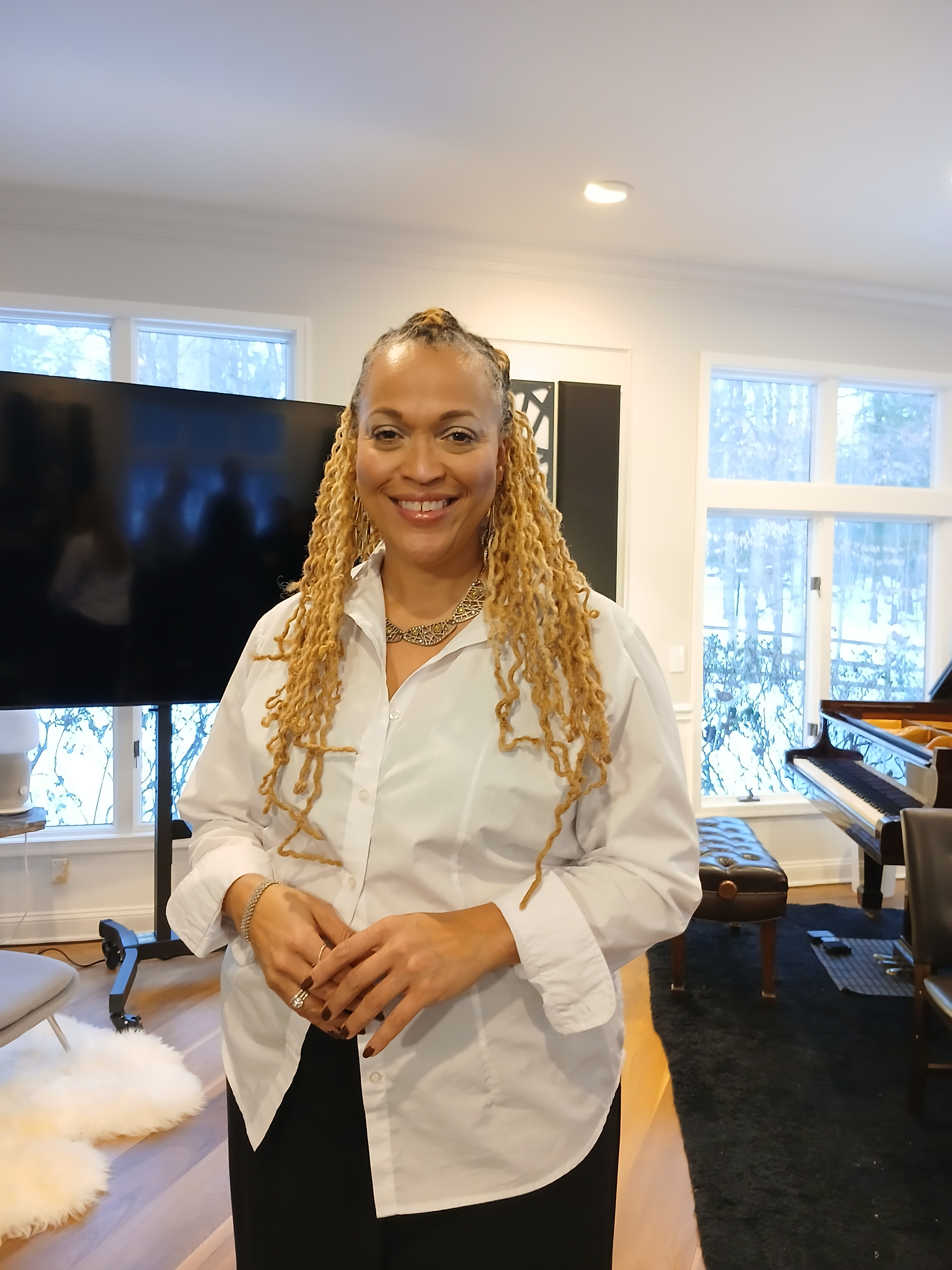
Monica Ellis am 2025

Monica Ellis (* um 1975) ist eine US-amerikanische Musikerin (Fagott, auch Komposition), die sich auch im Jazz betätigte.

## Leben und Wirken
Ellis ist die Tochter des Jazz-Saxophonisten Clarence Oden und einer modebegeisterten Mutter; sie wuchs in Pittsburg auf und lernte zunächst Klarinette, Klavier und Saxophon, bevor sie in der Schule an das Fagott herangeführt wurde. Zu ihren Lehrern gehören Mark Pancerev vom Pittsburgh Symphony, George Sakakeeny vom Oberlin College, an dem sie einen Bachelor erwarb, und Frank Morelli von der Juilliard School und der Manhattan School of Music, wo sie ihre Studien mit Abschluss fortsetzte.
Ellis ist Gründungsmitglied des zweimal für den Grammy Award nominierten Bläserquintetts Imani Winds, dessen künstlerische und geschäftsführende Direktorin sie ist. Mit Imani Winds arbeitete sie 1999 mit Steve Coleman (The Ascension to Light). Sie spielte des Weiteren mit Künstlern und Ensembles aus verschiedenen Genres und Stilrichtungen und hat Aufnahmen gemacht, darunter  Thurman Barker (Strike Force, 2003), mit dem Absolute Ensemble unter Leitung von Kristjan Järvi, den The Brubeck Brothers Quartet, Wayne Shorter (Without a Net), Edward Simon, Chick Corea (The Continents: Concerto for Jazz Quintet & Chamber Orchestra) und der Chamber Music Society of Lincoln Center. Als Pädagogin gab sie Meisterkurse im ganzen Land; sie ist Hochschullehrerin an der Fakultät der Manhattan School of Music und seit 2021 auch am Curtis Institute of Music. Im Bereich des Jazz war sie laut Tom Lord zwischen 1999 und 2017 an acht Aufnahmesessions beteiligt.

## Diskographische Hinweise
- Xenakis / ST-X Ensemble, Charles Zachary Bornstein: Ensemble Music 2 (Mode, 1996)
- Absolute Ensemble: Absolute Mix (CCn'C Records, 2000)
- Absolute Ensemble / Kristjan Järvi: Absolution (Enja Nova, 2000)
- Imani Winds: Terra Incognita (E1 Entertainment, 2010)
- Edward Simon with Afinidad & Imani Winds: Sorrows & Triumphs (Sunnyside, 2018)